# Diabolica
Diabolica is het zesde muziekalbum van Radio Massacre International (RMI). Het is het tweede in de serie cd-r’s die RMI uitbracht op hun eigen platenlabel, vanwege het feit dat de band te veel muziek opnam om commercieel uit te geven. De muziek op de cd-r klinkt daardoor een stuk minder gepolijst. Opnamen van Diabolica vonden plaats ten tijde van de opnamen van Frozen north. Diabolica, het nummer, is een van de eerste stukken muziek die de band opnam onder de naam RMI.. 

## Musici
- Steve Dinsdale – synthesizers
- Duncan Goddard – gitaar, synthesizers
- Gary Houghton – basgitaar, synthesizers

## Muziek
| Nr. | Titel               | Duur  |
| --- | ------------------- | ----- |
| 1.  | Diabolica           | 40:44 |
| 2.  | Blaze dispersion    | 24:43 |
| 3.  | Upstairs downstairs | 7:11  |